# Деоничар
У акционарском друштву, како је дефинисано при првој употреби овог термина 1983. године на интерном меморандуму на Станфордовом истраживачком институту, деоничар је члан "групе без чије подршке би организација престала да постоји". Теорију је касније развио и пропагирао Р. Едвард Фриман током 1980-их. Од тада је постала широко прихваћена у пословној пракси као и доношењу теорија која се тичу стратешког менаџмента, корпоративног управљања, пословних циљева и друштвене одговорности у организацији. Корпоративни деоничар може да утиче на акције предузећа у целини, али исто тако оне могу да утичу на њега. Док акционари често имају најочигледнији и најдиректнији интерес када су пословне одлуке у питању, они су ипак само део бројних подгрупа деоничара, због тога што и потрошачи и запослени имају удео у резултату пословних одлука. Из угла корпоративне одговорности, деоничари се посматрају у најширем значењу као носиоци екстерналија.

## Примена термина

### Примери деоничара у компанијама
| Деоничари:  | Бриге деоничара: |
| ----------- | --- |
| Влада       | опорезивање, ПДВ, законодавство, радни однос, истинито извештавање, легалности, екстерналије...                         |
| Запослени   | стопе плаћања, сигурност запослења, компензација, поштовање, искрена комуникација, захвалност, признање, препознавање.  |
| Потрошачи   | вредност, квалитет, брига о потрошачима, етички производи.                                                              |
| Добављачи   | снабдевачи производа и услуга које су предмет крајњег коришћења потрошача, праведне пословне могућности.                |
| Повериоци   | кредитни резултат, нови уговори, ликвидност.                                                                            |
| Заједница   | послови, учешће, заштита животне средине, акције, искрена комуникација.                                                 |
| Синдикати   | квалитет, заштита радника, послови.                                                                                     |
| Власници    | профитабилност, дуговечност, тржишни удео, тржишно стање, планирање наслеђа, повећање капитала, раст, социјални циљеви. |
| Инвеститори | повраћај инвестиција, приход.                                                                                           |

## Врсте деоничара
Акције које спроводе организације или групе могу да утичу на људе који су са њима повезани у приватном сектору. На пример то су родитељи, деца, потрошачи, власници, запослени, сарадници, пословни партнери, предузетници, добављачи и људи који су повезани или се налазе у близини.
Примарни деоничари — најчешће унутрашњи деоничари, су они који се баве економским трансакцијама у пословању(на пример акционари, потрошачи, добављачи, повериоци и запослени).
Секундарни деоничари — најчешће спољашњи деоничари, су они који-иако не учествују у директној економској размени у пословању- су под утицајем или могу да учествују у његовим акцијама(на пример јавност, заједнице, активистичке групе, пословне групе за подршку и медији).
Искључени деоничари — деца или незаинтересована јавност, првобитно јер нису имали економски утицај на пословање. Сада када концепт узима антропоцентричну перспективу, неке групе као на пример шира јавност могу бити сматране деоничарима, док остале остају искључене. Таква перспектива не даје биљкама, животињама ни геологији глас као деоничари, већ само инструменталну вредност у односу на људске заједнице или појединце.
Дефиниција корпоративних одговорности кроз класификацију деоничара за разматрање критикована је да представља стварање лажне дихотомије између "модела акционара" и "модела деоничара"  или лажне аналогије обавеза према акционарима и другим заинтересованим странама. 

### Мапирање деоничара у компанији
Ужим мапирањем деоничара у компанији можемо идентификовати следеће деоничаре:
- Запослени
- Заједнице
- Акционари
- Повериоци
- Инвеститори
- Влада
- Потрошачи
- Власници
- Финансијери
- Менаџери

Ширим мапирањем деоничара у компанији такође можемо идентификовати и:
- Добављачи
- Дистрибутери
- Синдикати
- Државне агенције за регулативност
- Државна законодавна тела
- Државне агенције за наплату пореза
- Индустријске трговинске групе
- Струковна удружења
- НБО и остале заговарачке групе
- Потенцијални радници
- Потенцијални потрошачи
- Локалне заједнице
- Државна заједница
- Глобална заједница
- Конкуренција
- Школе
- Будуће генерације
- Аналитичари и медији
- Истраживачки центри

### Менаџмент
У последњим деценијама двадесетог века, реч "деоничар" често се користи да означи особу или организацију која има легитиман интерес за пројекат или предузеће. При разматрању процеса одлучивања у институцијама— које укључују велике пословне корпорације, државне службе, и непрофитне организације—концепт је проширен тако да укључује све оне који имају интерес (или "стејк") у ономе шта предузеће ради. Ово не обухвата само продавце, запослене, или потрошаче, већ и чланове заједница у којима би организационе канцеларије и фабрике могле утицати на привреду или окружење. У овом контексту, "деоничар" не обухвата само директоре и поверенике у управном одбору (деоничари у традиционалном смислу те речи) већ и особе које су уплатиле фигуративни улог и особе којима би могло бити "плаћено" (у смислу "исплаћено" у теорији игара, означава резултат трансакције). Због тога, у циљу ефикасне сарадње са заједницом деоничара, менаџмент организације би требало да буде свестан деоничара, да разуме жеље, очекивања и ставове (подржавајуће, неутралне или супростављене), и буде у могућности да приоритизује чланове укупне заједнице како би оскудне ресурсе компаније фокусирао на најзначајније деоничаре.
Пример
- На пример, у случају кад станодавац реновира стан док у њему и даље живе станари/закупци, главни деоничари би били станари, комшије (којима бука смета), кућни савет и грађевински тим који је запослио станодавац. Остали деоничари би били финансијери и тим за дизајн и изградњу.

Власници сваког засебног интереса у пословима предузећа називају се конституенција, па може постојати конституенција акционара, конституенција власника поседа, конституенција банака којима предузеће дугује новац, и тако даље. У том смислу, "конституент" је синоним за "деоничар".

### Корпоративна одговорност
У пољу корпоративне управе и корпоративне одговорности, вечита је расправа да ли фирма треба да се води у корист деоничара, акционара или потрошача. Заговорници у корист деоничара своје аргументе базирају на следећим тврдњама:
1. Вредност се најбоље може креирати покушавајући да се максимизирају резултати заједничког деловања. На пример, према овом мишљењу, програми који испуњавају потребе запослених и жеље деоничара су двоструко корисни јер обухватају два типа деоничара истовремено. Постоје докази да оваква политика не само да доноси додатне комбиноване резултате, већ се ти резултати и мултиплицирају. Примера ради, прилагођавањем потрошачким захтевима, и запослени и акционари имају корист од повећане продаје.

1. Присталице сматрају да се акционарима даје превише значаја од стране пословних менаџера, а поготово је тако било у прошлости . Аргумент је да дужници, запослени и добављачи такође доприносе организацији и стога ризикују у формирању успешног предузећа.

1. Ове нормативне чињенице биле би мање битне ако би акционари имали потпуну контролу у вођењу фирме. Међутим, многи верују да због одређених врста директорских одбора, највиши менаџери попут извршних директора углавном контролишу предузеће.

1. Највећа вредност компаније су њен имиџ и бренд. Покушавајући да задовоље потребе и жеље многих различитих људи почевши од локалног становништва и купаца до својих запослених и власника, компаније могу да спрече штету свог имиџа и бренда, губитак великог броја продаја и незадовољних купаца и спрече скупе правне трошкове. Иако обраћање пажње на деоничаре доводи до повећања трошкова, многа предузећа су закључила да овај концепт побољшава имиџ, повећава продају, смањује ризик одговорности за корпоративну немарност, и смањује шансу да буду мета група за притисак, група за кампању и невладиних организација.

## Теорија деоничара
Пост, Престон и Сак (2002), користе следећу дефиницију појма „деоничар”: „Особа, група или организација која има интерес или које се тиче неко предузеће. Деоничари могу да утичу или да буду под утицајем поступака, циљева и политике организације. Неки примери кључних деоничара су повериоци, директори, запослени, влада (и њене агенције), власници (акционари), добављачи, синдикати и заједнице из којих привреда извлачи своје ресурсе. Нису сви деоничари једнаки. Клијенти компаније имају право на поштене пословне праксе, али немају право на исти однос као и запослени у компанији. Деоничари у корпорацији су појединци и изборне јединице које, било добровољно или несвесно, доприносе активностима и могућностима за стварање богатства и то су њени потенцијални профитери и/или носиоци ризика.” Ова дефиниција се разликује од старије дефиниције појма деоничар у Теорији деоничара (Фриман, 1983) која такође укључује конкуренте као деоничаре корпорације. Роберт Ален Филипс пружа моралну основу за теорију деоничара у Теорији деоничара и организационој етици. Он тамо брани „принцип правичности деоничара” заснован на раду Џона Ролса, као и разлику између нормативних и деривативних законитих деоничара. Прави деоничари, означени као власници: прави деоничари са законским учешћем, одани партнери који теже заједничким користима. Власници поседују и заслужују удео у предузећу. Узајамно дејство деоничара може да буде јак критеријум у одлуци о корпоративном управљању као коме треба доделити место у управном одбору. Корпоративна друштвена одговорност треба да подразумева корпоративну одговорност деоничара.